# 赤朽葉家的傳說
《赤朽葉家的傳說》是日本直木賞作家櫻庭一樹的長篇小說。2006年由東京創元社發行。本書拿下第60屆（2007年）日本推理作家協會獎「長編暨連作短編集部門」，並入圍第28回（2007年）吉川英治文學新人獎、第137回（2007年上半年）直木獎、2006年度Sense of Gender獎、2008年日本書店大獎。

## 概要
這本小說以作者櫻庭一樹的故鄉鳥取縣為舞台，描寫虛構的村莊「紅綠村」以及製鐵名門「赤朽葉家」三代女兒自1953年至21世紀的大河小說。物語分成三部組成。第一部自1953年至1975年，描述以赤朽葉瞳子的祖母萬葉為中心「最後的神話時代」的故事。第二部自1979年至1998年以瞳子母親赤朽葉毛毬為中心「巨大與虛無的年代」的故事。第三部描述2000年後描述瞳子對於「殺人者」的故事。
此外，作者櫻庭一樹還在在2009年出版了以《赤朽葉家的傳說》第二部為原案的全新長篇小說《製鐵天使》，相當於《赤朽葉家的傳說》外傳般的存在。

## 評價
由GOSICK系列與糖果子彈引起廣泛關注的女作家櫻庭一樹，在近年接連獲得主流文學獎項的肯定，如直木獎與日本推理作家協會獎的注意與高評價（本作獲得日本推理作家協會獎，而她的下一部作品我的男人則獲得了直木獎），而作品在一般文藝界也獲得了高評價。櫻庭的豐富閱讀經驗，尤其是閱讀過賈西亞·馬奎斯的作品《百年孤寂》等作品後，受到這些世界名著的影響，以類似的魔幻寫實手法寫作出《赤朽葉家的傳說》。

## 故事

### 第一部：「最後的神話時代」（1953－1975年）
被邊境人棄置於村裡的赤朽葉萬葉，到中學畢業後，仍然無法讀寫。可是她卻能看見幽靈，包括現在還活著的人死後的靈，聽他們說話。這個部分寫的是萬葉小時候和視她為眼中釘的同齡女生黑菱綠（黑菱造船的女兒）之間的友情、萬葉和她十歲時就看過的幻影－漂在空中對她微笑的獨眼男－製鐵工頭穗積豐壽之間的信賴與友情。
萬葉的婆婆赤朽葉辰是「矮肥短」的身材，圓圓的臉很像惠比壽佛。她替所有子孫取的名字都很怪，赤朽葉家後代的名字都是她取的，長孫叫「淚」（萬葉在生產過程中，透過正在產道中往外被擠壓的嬰兒眼中，看見兒子的一生，看見小孩會在大學時死於山中，所以一直哭一直哭，淚濕棉被）、大孫女叫「毛毬」（剛出生時全身佈滿胎毛，而且還很像皮球一樣在地上彈了幾下）、二孫女叫「皮包」（萬葉和丈夫曜司在生產前去泡溫泉，結果胎兒就這樣被生出來，裝在爸爸的公事包中被提回家）、弟弟叫「孤獨」（在時代動盪中赤朽葉曜司忙於處理公司事務，萬葉也一直沒察覺到自己懷孕，等到除夕萬葉肚子痛時才很寂莫的被生下來），連第三代的赤朽葉瞳子原來都被她取名為「自由」。

### 第二部：「巨大與虛無的年代」（1979－1998年）
赤朽葉毛毬出生的那年是1966年（「丙午」年）。因為丙和午都「屬火」，個性好強不服輸等。而毛毬是個美女，可是脾氣很倔，在中學到高中的幾年之中都是少女暴走族「Ladies」的首領，騎摩托車從山陰到中國地方到處打架比賽，成為少男少女的崇拜對象。在她的死黨蝶子－成績極好的美少女暴走族，卻在宣布退出暴走族要專心唸書，考東大當外交官之後，在高中唸書考試白天當乖乖牌，晚上利用新發明的答錄機成立少女賣春團，被揭發送感化院後死在那裡。赤朽葉毛毬不久也宣布「退休」，開始畫漫畫。在編輯的指導之下，赤朽葉毛毬以自己當暴走族的經歷為主題，畫出在周刊雜誌上一連載就是十二年的暢銷漫畫，一天二十四小時都黏在書桌前。連結婚也是隨父母決定、小孩生下來給媽媽帶。赤朽葉辰毛毬在畫完最後一期時，只對她的女兒瞳子說：「那我走了喔」，走進隔壁房間，嚥下最後一口氣。她的版稅拯救水深火熱的赤朽葉家。

### 第三部：「殺人者」（2000年－未來）
主角是赤朽葉瞳子。因為外婆赤朽葉萬葉在死前跟她說：「我殺了人，可是不是故意的」，她又絕對不相信外婆會殺人，所以就開始追溯萬葉的一生中，究竟有多少人死掉，然後一一探究死因。赤朽葉瞳子追查外婆赤朽葉萬葉若是真的有殺人的話，殺的到底是誰。

## 登場人物
赤朽葉萬葉：赤朽葉曜司之妻，赤朽葉瞳子之外祖母，擁有萬里眼
赤朽葉毛毬：赤朽葉萬葉之長女，赤朽葉瞳子之母，是漫畫《鐵打天使》的作家，漫畫家，最後1998年過勞死
赤朽葉瞳子：主角
赤朽葉辰：赤朽葉康幸之妻，赤朽葉曜司之母，最後1989年老死
赤朽葉曜司：赤朽葉萬葉之夫，赤朽葉製鐵的老闆，最後1992年死於火車事故
赤朽葉康幸：赤朽葉辰之夫，赤朽葉製鐵的老闆，最後1974年病死
赤朽葉泪：赤朽葉萬葉之長子，最後1986年死於山難
赤朽葉鞄：赤朽葉萬葉之次女
赤朽葉孤独：赤朽葉萬葉之么子
赤朽葉百夜：真砂與赤朽葉曜司之女，最後1998年跳海自殺
黑菱綠：赤朽葉萬葉之朋友，造船家之女
穗積豐壽：赤朽葉萬葉之朋友，製鐵主管，最後自殺死於製鐵熔爐內
真砂：女傭，最後1979年病死
多田忍：流氓
穗積蝶子：赤朽葉毛毬之朋友，成績優秀，最後1984年死於廣島縣感化院
多田豐：赤朽葉瞳子男友，擅長棒球
美夫：赤朽葉毛毬之夫，赤朽葉瞳子之父，赤朽葉製鐵的老闆
愛拉：菲律賓女孩，酷似赤朽葉毛毬
野田武：赤朽葉毛毬前男友，職業拳擊手
蘇峰：漫畫出版社編輯，寄住在赤朽葉家
遠鐘：漫畫出版社編輯
綿貫：漫畫出版社編輯
藪川：漫畫出版社編輯

## 出版資訊
- 日文版：ISBN 9784488023935（東京創元社，2006年12月28日）
- 繁體中文版：ISBN 9789866954917（獨步文化，2008年4月28日）
- 简体中文版：ISBN 9787020096121（99读书人发行，人民文学出版社出版，2013年1月1日）